# Hyomys
Hyomys és un gènere de rosegadors de la subfamília dels murins, format per només 2 espècies.

## Distribució i hàbitat
Aquests rosegadors són nadius de Nova Guinea, on el seu hàbitat són els boscos de terres altes en elevacions entre 1.200 i 3.000 msnm.

## Descripció
Es tracta de rosegadors de mida gran amb cossos robusts, que tenen una longitud corporal d'entre 30 i 39 centímetres, una cua d'entre 26 i 38 centímetres, i un pes que oscil·la entre 750 i 950 grams. El seu pelatge és de color gris fosc a la part superior i gris clar a la part inferior. Les orelles són petites i blanquinoses i la cua és llarga i està coberta d'escates. Les potes tenen grans urpes.

## Ecologia
Tot i que poden pujar als arbres, solen romandre la major part dels temps a terra. Descansen en nius en forats a les arrels dels arbres o troncs buits. La seva dieta consisteix en bambú i altres materials vegetals.

## Taxonomia
L'anàlisi de les distàncies immunològiques, fet per Watts i Baverstock, va col·locar a Hyomys dins la divisió Pogonomys juntament amb Anisomys, Chiruromys, Coccymys, Macruromys, Mallomys i Pogonomys, encara que no va poder identificar una clara afinitat amb cap gènere en particular dins d'aquest grup. Els estudis de Lecompte et al, el van col·locar dins la tribu dels hidrominis.

## Estat de conservació
Segons la Unió Internacional per a la Conservació de la Natura (UICN), H. goliath està catalogada en risc mínim a causa de la seva àmplia distribució, una presumiblement gran població i una certa tolerància a la degradació de l'hàbitat. Pel que fa a H. dammermani, la manca d'informació ha portat a la UICN a catalogar aquesta espècie com a dades insuficients.